# عمر حاج محمد
اللواء عمر حاج محمد مسلّي (بالصومالية: Cumar Xaaji Maxamed Masalle)‏ (1934 - 2014) قائد عسكري صومالي قاد القوات المسلحة الصومالية في محافظة هيران بوسط الصومال. وشغل منصبي وزير الدفاع ووزير الصحة في الحكومة الصومالية.
كان مسلّي أحد الضباط القياديين في حرب أوغادين عام 1977، وكان يشغل منصب النائب الثاني لهيئة الأركان المشتركة ورئيس الفرقة المدرعة الثانية (اللواء الثاني سابقًا).

## روابط خارجية
- مقابلة مع اللواء عمر حاج مسلي 1993